# Donjon de La Roche-Posay
Le Donjon de La Roche-Posay est un édifice médiéval défensif, vestige d'un ancien château, et situé à La Roche-Posay, en France.

## Généralités
Le donjon est situé sur le territoire de la commune de La Roche-Posay, dans le département de la Vienne, en région Nouvelle-Aquitaine, en France.

## Histoire
Une forteresse est édifiée au XIe siècle ou XIIe siècle, de laquelle le donjon actuel faisait partie. Au XIVe siècle, une couronne de mâchicoulis est élevé à son sommet en remplacement de hourds en bois. Entre le XVe siècle et le XVIIe siècle, il appartient à la famille de Chasteigner.
Le donjon est classé au titre des monuments historiques par arrêté du 23 janvier 1942, annulant une inscription de 1927.

## Description
Le donjon s'établit sur une base carrée de 14 mètres de largeur, tout en pierre de tuffeau,. Chaque face présente 3 contreforts régulièrement espacés. La hauteur du donjon est de 23 mètres, et l'épaisseur de ses murs de 2,5 mètres. Il s'élève sur deux étages voûtées en berceau dont l'une offre une acoustique « remarquable »,. Par le passé, deux étages supplémentaires existaient permettant l'accès à la plate-forme sommitale.

## Galerie

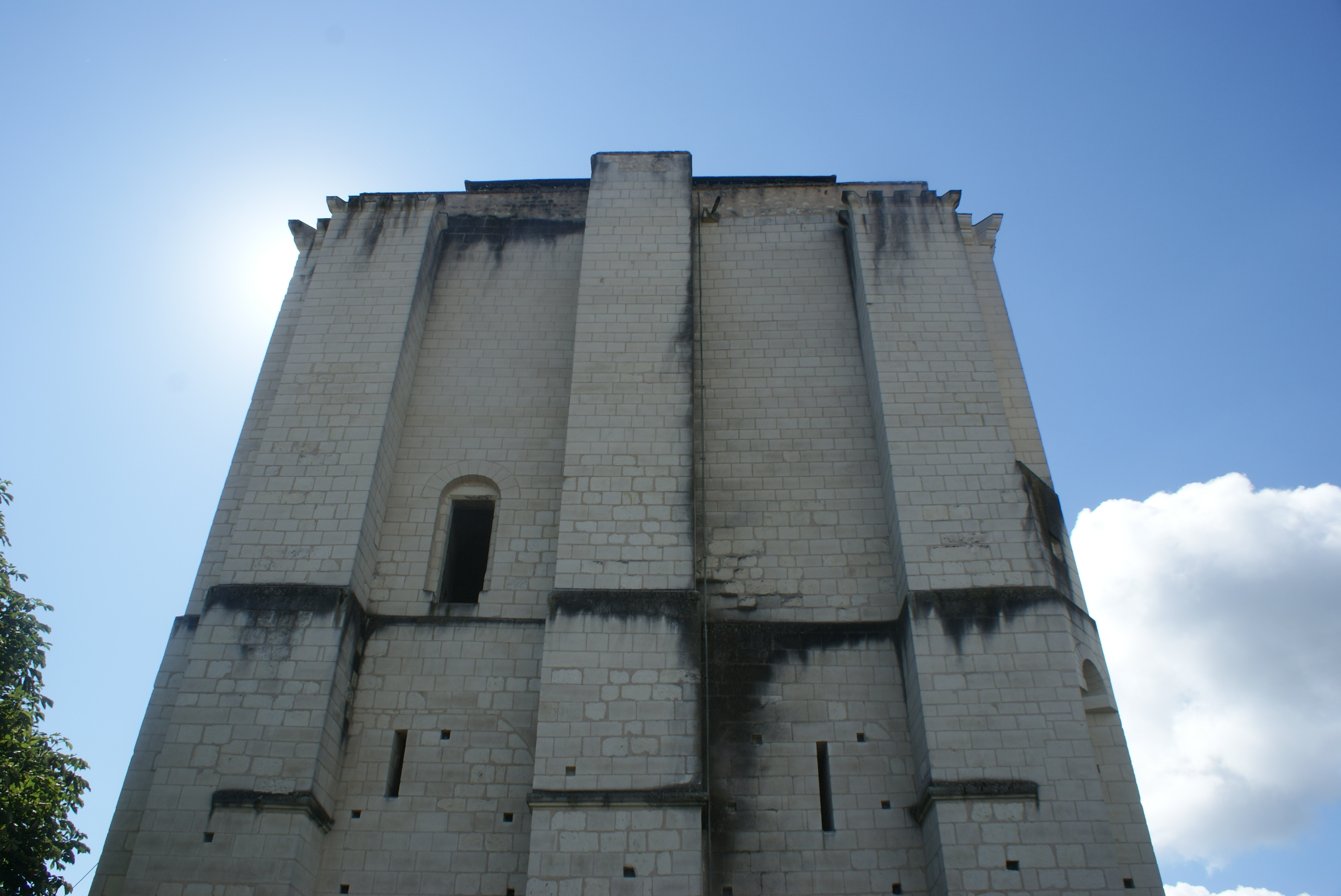
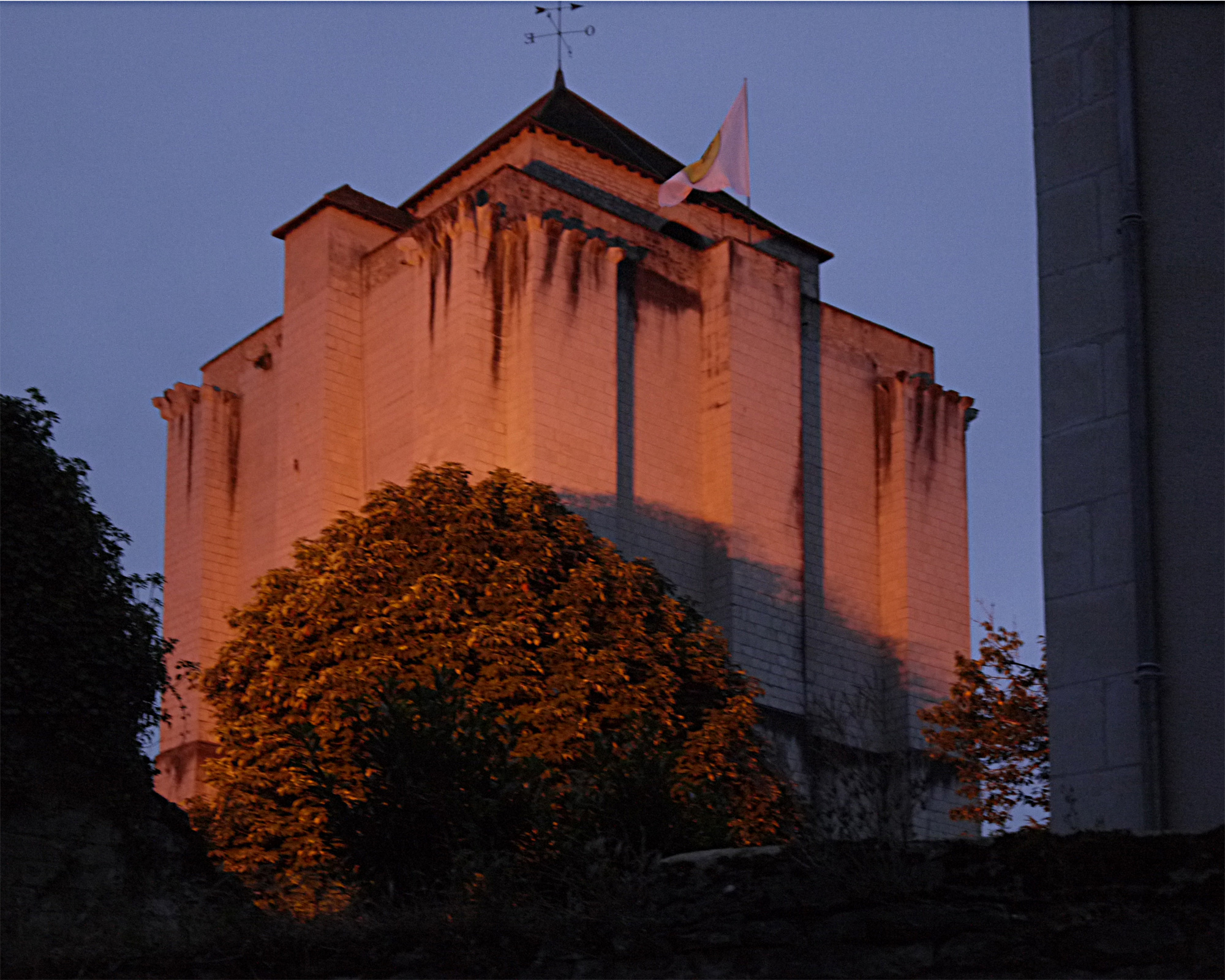
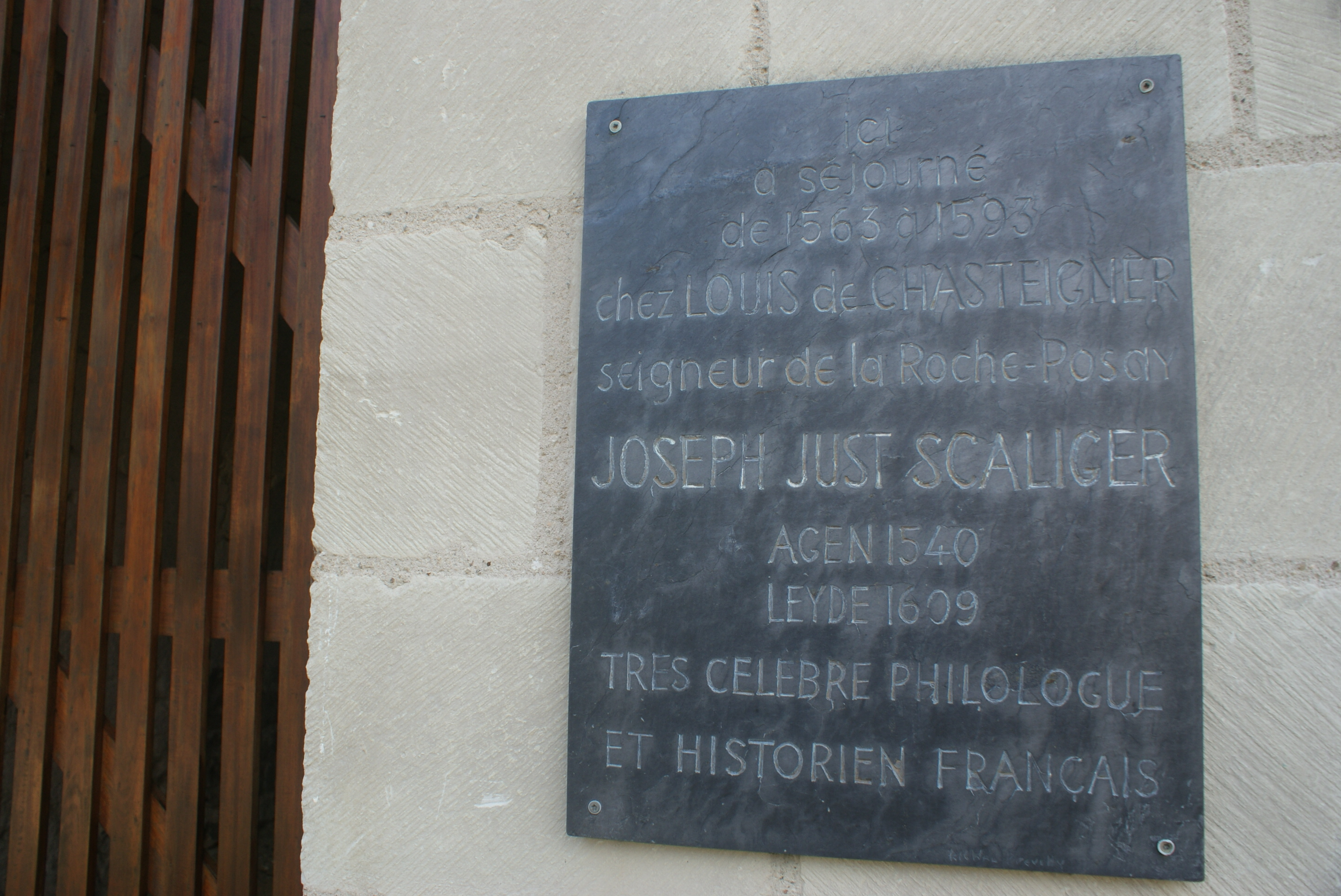